# Vincent Primault
Vincent Primault, né le 18 janvier 1976, est un acteur, réalisateur et scénariste français.
Il est connu pour avoir tenu le rôle du technicien en identification criminelle Marc-Olivier Delcroix de 2011 à 2013 dans Section de recherches. Depuis 2013, il est Philippe Dejax, le médecin-légiste dans Cherif.

## Biographie
Il étudie à l'École nationale supérieure des arts et techniques du théâtre (ENSATT), connue dans le milieu sous le nom d'« école de la rue Blanche » dont il sort diplômé en 1999, et suit également le Cours Florent.
De 2011 à 2013, il tient le rôle récurrent du technicien en identification criminelle (TIC) Marc-Olivier « Marco » Delcroix dans la série télévisée Section de recherches de TF1. En 2014 et 2015, il revient faire à chaque fois une apparition le temps d'un épisode. Depuis 2013, il joue le rôle de Philippe Dejax, le médecin-légiste, dans la série Cherif de France 2.
En 2014, il co-crée avec Hédi Tillette de Clermont-Tonnerre la série In America pour OCS City. Ils sont tous deux à la fois scénaristes et acteurs.

## Filmographie

### Comme acteur

#### Cinéma
- 1998 : Marcel and Co. d'Arnaud Ladagnous
- 2010 : Je n'ai pas changé, court-métrage de Nicolas Castro : Gaston
- 2013 : Amour et Turbulences d'Alexandre Castagnetti : Paul
- 2013 : Des lendemains qui chantent de Nicolas Castro
- 2018 : La Ch'tite famille de Dany Boon : Dr Legard, le médecin de l'hôpital
- 2023 : Bernadette de Léa Domenach : Xavier Bertrand

#### Télévision

##### Téléfilms
- 2006 : La Grande muette de Christophe Leprêtre
- 2006 : Le Procès de Bobigny de François Luciani
- 2009 : Ticket gagnant de Julien Weill : Samuel
- 2010 : Les Méchantes de Philippe Monnier : Spectateur Léonide
- 2010 : Je hais les années 80 de Nicolas Castro
- 2011 : I love Périgord de Charles Nemes : Maître Ignace
- 2019 : L'Héritage de Laurent Dussaux : Gendarme Lamoureux
- 2019 : Itinéraire d'une maman braqueuse d'Alexandre Castagnetti : Le propriétaire
- 2023 : Meurtres à Bayeux de Kamir Aïnouz : Père Monsalet

##### Séries télévisées
- 2000 : Boulevard du palais : Client piercing (épisode 2.02 : La jeune morte)
- 2003 : Commissaire Moulin : Zep (épisode 7.01 : Les moineaux)
- 2006 : Le Petit court de cinéma d'Henry Finney
- 2007 : Les Coulisses du show business
- 2007 : Tout un programme
- 2007 : Bayard (mini-série)
- 2008 : Pitch Story : Jean-Claude S.
- 2009 : Au siècle de Maupassant : Contes et nouvelles du XIXe siècle : Louis (épisode 1.06 : Pour une nuit d'amour)
- 2011 - 2015 : Section de recherches : Marc-Olivier « Marco » Delcroix, TIC (saisons 5 à 7, saison 8 - épisode 8, saison 9 - épisode 12)
- 2013 - en cours : France Kbek
- 2013 - 2019 : Cherif : Philippe Dejax, médecin-légiste
- 2014 - 2017 : In America : David Cap
- 2016 : Falco : Bastien Montero (1 épisode)
- 2016 : Capitaine Marleau (série télévisée)
- 2017 : Nina (série, saison 3)
- 2018 : Cassandre (1 épisode)
- 2021 : Commissaire Magellan (1 épisode)

### Comme réalisateur
- 2006 : Coup de foudre (court-métrage)
- 2006 : Le Petit court de cinéma d'Henry Finney (série télévisée)
- 2007 : Bayard (mini-série)
- 2008 : Pitch Story (série télévisée)
- 2017 : in america série OCS
- 2018 : Dejax-Baudemont France 2.fr
- 2018 : Prime time Delahousse 20H30 Alex et Bruno. France 2
- 2025 : La Manière forte (téléfilm)

### Comme scénariste
- 2006 : Coup de foudre (court-métrage)
- 2008 : Pitch Story (série télévisée)
- 2014 - en cours : In America (série télévisée)

## Théâtre
- 1998 : Le Souffleur d'Hamlet de Michel Deutsch, mise en scène Jérôme Dupleix (Théâtre de La Jonquière)
- 1998 : Léo Burkart de Gérard de Nerval, mise en scène Jean-Pierre Vincent (Comédie-Française)
- 2001 : La Fête, mise en scène Rodolphe Poulain et Yann Policar (Centre Dramatique d'Arzon)
- 2003 : Les Trois Sœurs d'Anton Tchekhov, mise en scène Andrzej Seweryn (Théâtre de Lyon)
- 2003 : Saint-Elvis de Serge Valletti, mise en scène Vincent Primault (Théâtre de Lyon)
- 2004 : Les Femmes savantes de Molière, mise en scène Emmanuel Daumas (Théâtre de Lyon)
- 2004 : La Maison d'os de Roland Dubillard, mise en scène Michel Raskine (Théâtre de Lyon)
- 2004 : La Vie en rose d'Agathe Mélinand, mise en scène Laurent Pelly (C.D.N.A.)
- 2004 : Les Cancans de Carlo Goldoni, mise en scène Nada Strancar (Théâtre de Lyon)
- 2005 : La Nuit juste avant les forêts de Bernard-Marie Koltès, mise en scène Pierre-Henri Castel (Grenoble)
- 2005 : Roméo et Juliette de William Shakespeare, mise en scène François Roy (Théâtre de Montrouge)
- 2006 : La Marelle d'Israël Horovitz, mise en scène Catherine Hauseux (Festival d'Avignon)
- 2006 : Le mal court de Jacques Audiberti, mise en scène Andrzej Seweryn (Comédie-Française)
- 2007 : Des souris et des hommes de John Steinbeck, mise en scène Stéphane Daurat (Tournée)
- 2008 : La Nuit des rois de William Shakespeare, mise en scène Andrzej Seweryn (Comédie-Française)
- 2010 : Tchekhov a dit Adieu à Tolstoï de Miro Gavran, mise en scène Marie France Lahore (Théâtre Sylvia Monfort)